# Naso hexacanthus

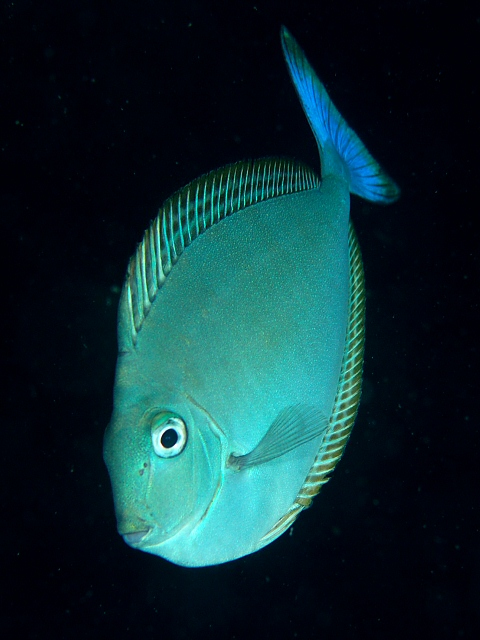
Ejemplar adulto

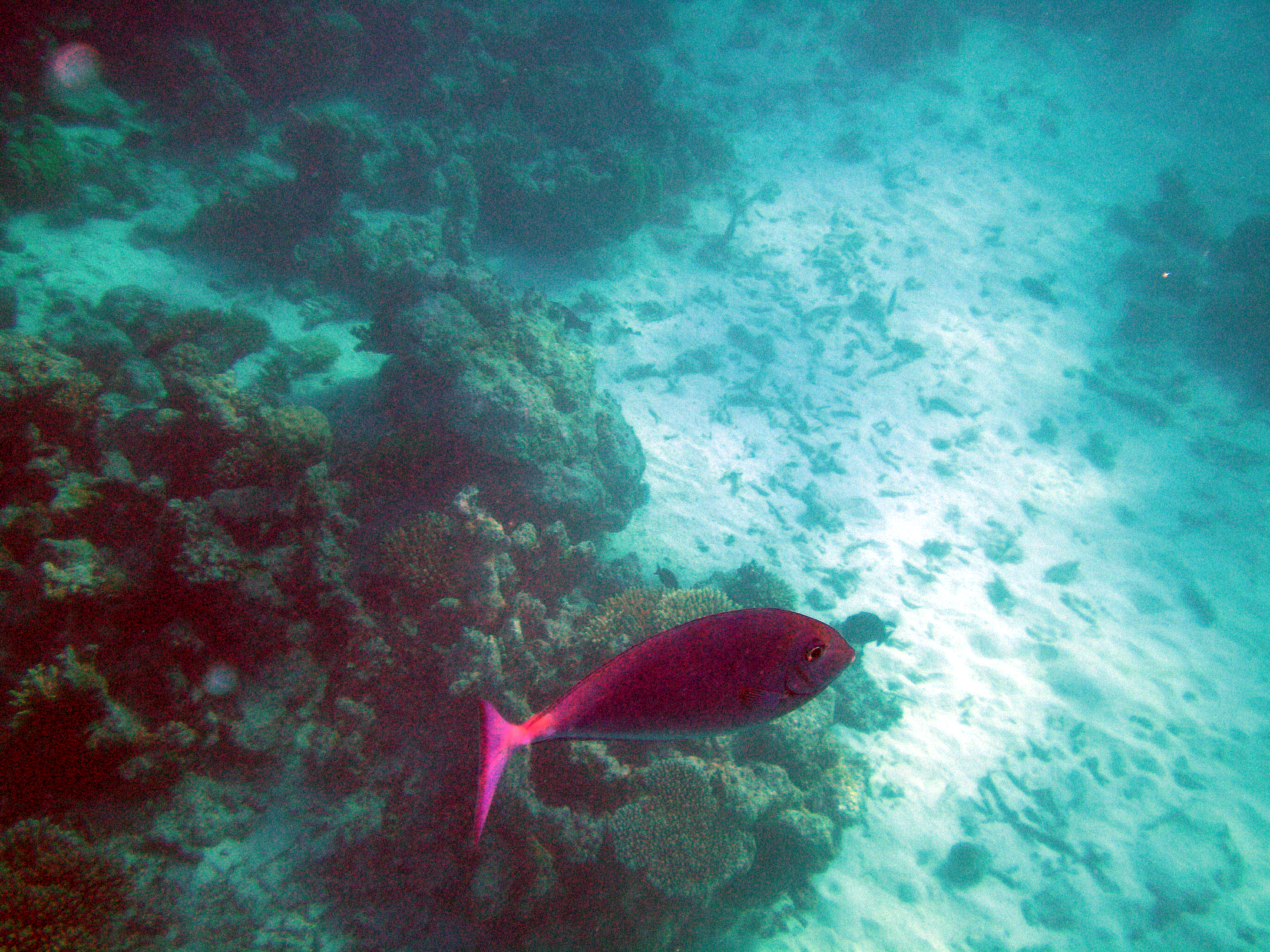
Ejemplar adulto en Maldivas

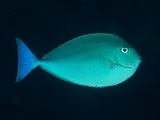

El Naso hexacanthus es una especie de pez unicornio del género Naso, encuadrado en la familia Acanthuridae. Es un pez marino del orden Perciformes, ampliamente distribuido por aguas tropicales y subtropicales de los océanos Índico y Pacífico. Es común y localmente abundante en parte de su rango. Consumido como alimento humano, también es una especie común en los mercados de pescado de Filipinas.
Su nombre más común en inglés es Sleek unicornfish, o pez unicornio liso. En español, se emplea barbero liso, ya que se localiza en la isla Cocos de Costa Rica.

## Morfología
Tiene el cuerpo alargado en forma oval, comprimido lateralmente. La boca es pequeña y protráctil. De adultos no desarrollan un cuerno delante de los ojos, característico de varias especies del género. Presenta 2 pares de quillas cortantes sobre placas, situadas a cada lado del pedúnculo caudal, que es estrecho. La aleta caudal tiene el margen recto, y no tiene filamentos; en los juveniles el margen es cóncavo.
De color azul gris a marrón en cabeza y parte superior del cuerpo, fundiendo a marrón amarillento en la mitad inferior y el vientre. Los márgenes posteriores del opérculo y pre-opérculo, a menudo son oscuros. La aleta caudal es azul gris, con amplio margen color oliva. La aleta dorsal es color oliva, la anal y las pélvicas amarillo oliva, y las pectorales azul gris. Los juveniles son de color azul grisáceo.

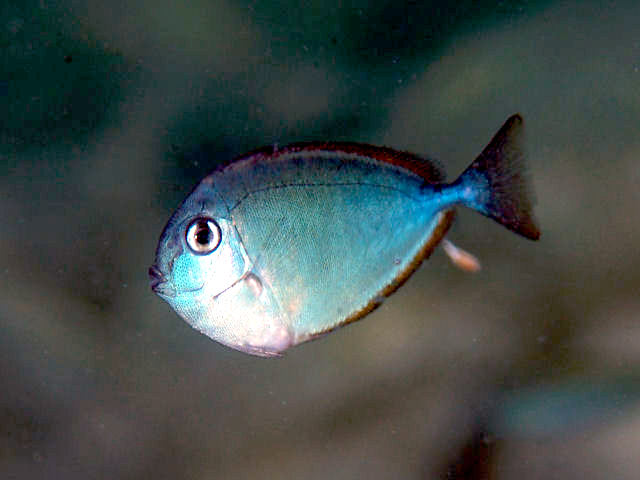
Ejemplar juvenil
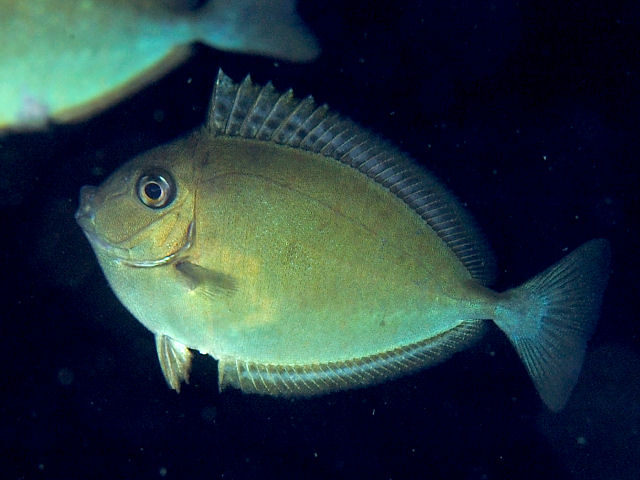
Ejemplar subadulto

Tiene 6 espinas dorsales, de 27 a 29 radios blandos dorsales, 2 espinas anales y de 27 a 30 radios blandos anales.
Puede alcanzar una talla máxima de 75 cm, aunque más usualmente alcanza sólo los 50 cm.

## Hábitat y modo de vida
Es una especie bento-pelágica. Habita aguas de lagunas claras y laderas de arrecifes situados hacia mar abierto. Usualmente ocurren en grandes cardúmenes.
Su rango de profundidad oscila entre 6 y 150 m, aunque más usualmente entre 10 y 137 m, y en un rango de temperatura entre 23.74 y 29.03 °C.

## Distribución
Se distribuye desde la costa este africana, incluido mar Rojo, hasta Hawái, las Marquesas y Pitcairn; al norte desde el sur de Japón, y al sur hasta la isla de Lord Howe en Australia; en el Pacífico este, hasta la isla de Clipperton y la de Cocos, en Costa Rica.
Es especie nativa de Arabia Saudí, Australia, Birmania, Brunéi Darussalam, Camboya, China, Cocos, Comoros, islas Cook, Costa Rica (isla Cocos), Egipto, Eritrea, Filipinas, Fiyi, Francia (isla Clipperton), Guam, Hawái, India (Andaman y Nicobar), Indonesia, Israel, Japón, isla Johnston, Jordania, Kenia, Kiribati, Madagascar, Malasia, Maldivas, islas Marianas del Norte, islas Marshall, Mauritius, Mayotte, Micronesia, Mozambique, isla Navidad, Nauru, Niue, Nueva Caledonia, Palaos, Papúa Nueva Guinea, Pitcairn, Polinesia Francesa, Reunión, islas Salomón, Samoa, Seychelles, Singapur, Somalia, isla Spratly, Sri Lanka, Sudáfrica, Sudán, Tailandia, Taiwán, Tanzania, Timor-Leste, Tokelau,  Tonga, Tuvalu, Vanuatu, Vietnam, isla Wake, Wallis y Futuna, Yemen y Yibuti.

## Alimentación
Los juveniles son herbívoros y se alimentan hasta los 2 años de algas bénticas, y macroalgas. Los adultos principalmente de pequeños invertebrados planctónicos, como larvas de cangrejo, gusanos flecha, tunicados pelágicos y, ocasionalmente algas rojas filamentosas.

## Reproducción
Alcanzan la madurez sexual con una talla de 45 cm. El dimorfismo sexual más evidente consiste en las mayores cuchillas defensivas de los machos. Son dioicos, de fertilización externa y desovadores pelágicos. Forman grandes agregaciones de desove en la Gran Barrera de Arrecifes australiana. No cuidan a sus crías.
La edad máxima reportada es de 44 años.